# Arthur Norris
Arthur Norris (* 19. Jahrhundert; † 20. Jahrhundert) war ein britischer Tennisspieler um die Jahrhundertwende vom 19. zum 20. Jahrhundert.
Norris gewann bei den Olympischen Sommerspielen 1900 in Paris zwei Bronzemedaillen. Nach einem Sieg gegen Archibald Warden im Viertelfinale der Einzelkonkurrenz verlor er im Halbfinale gegen den späteren Silbermedaillengewinner Harold Mahony in zwei Sätzen mit 6:8, 1:6. Mit Mahony unterlag er im Herrendoppel dem erfolgreichen Brüderpaar und den späteren Siegern dieses Bewerbs, Laurence und Reginald Doherty, in drei Sätzen 4:6, 1:6, 4:6.
Norris nahm siebenmal am Tennisturnier in Wimbledon teil. Sein bestes Abschneiden dort das Erreichen der letzten 16 im Jahr 1903. Im Doppel stand er 1898, 1901 und 1903 jeweils im Viertelfinale. 1904 konnte er bei den British Covered Courts Championships das Finale erreichen, sein bestes Turnierresultat.